# Branko Mrak
Glasbeno pot je začel z desetimi leti na nižji glasbeni šoli v Logatcu pri profesorju Otmarju Senegačniku in profesorju Urošu Polancu, pri katerem je nadaljeval tudi šolanje na srednji glasbeni in baletni šoli v Ljubljani.
Po treh letih šolanja je opravil sprejemne izpite na Hochschule fur musik und darstellende kunst Graz, smer jazz pozavna pri profesorju Edu Neumeistru.
V letu 2009 je ustanovil Big band Wonderbrass, s katerim je štiri leta uspešno nastopal kot solist in dirigent po Sloveniji in tujini.
V letu 2010 je postal dirigent Pihalnega orkestra Alpina Žiri in v letu 2013 še dirigent Pihalnega orkestra Vogrsko.
V letu 2014 je v Žireh ustanovil glasbeno šolo pihalnega orkestra Alpina Žiri, ki sprejema petdeset učencev letno na pihala, trobila in tolkala, ter postal tudi vodja šole.
Branko Mrak deluje tudi kot avtor glasbe, v letu 2016 je posnel ploščo Žirokenrol, na kateri so posnete nekatere njegove skladbe za pihalni orkester in jazz band, sam pa je bil tudi dirigent in producent pri nastajanju te plošče.
Sodeluje kot pozavnist in solist s Simfoničnim orkestrom Radiotelevizije Slovenija, bil je sodelavec Trobilnega ansambla Slovenske filharmonije in Orkestra Slovenske filharmonije, ter sodelavec orkestra SNG opera in balet Ljubljana.
Kot avtor in glasbenik deluje tudi na področju instrumentalne funk glasbe v skupini D'Zombies, v pop rock skupini Josip Brass in skupini Cherry Wine.
Kot dirigent pihalnih orkestrov je na tekmovanjih doma in v tujini prejel zlato plaketo s pohvalo ter zlato in srebrno plaketo, ter dirigiral na mnogih revijah pihalnih orkestrov.
V letu 2016 je zasnoval glasbeni abonma PO Alpina Žiri, na katerem orkester sam in z gosti pripravi minimalno štiri različne koncerte letno, s povsem novimi aranžmaji in skladbami za ta namen.
Od leta 2018 Branko Mrak deluje na področju kulture s statusom samozaposlenega v kulturi.